# Realm of Impossibility
Realm of Impossibility est un jeu vidéo d’action. Développé par Mike Edwards sur Atari 8-bit, il est initialement publié sous le titre Zombies par Bram Inc. en 1983 avant d’être amélioré et réédité sous un nouveau nom par Electronic Arts en 1984. Il est plus tard porté sur Apple II, Commodore 64 et ZX Spectrum. Le jeu se déroule dans un univers médiéval-fantastique dans lequel le joueur a pour objectif de récupérer sept couronnes dérobées par un prêtre maléfique. Pour les retrouver, le joueur doit explorer treize donjons infestés de monstres. Ces créatures ne peuvent être tuées. A la place, le joueur utilise des croix magiques et des sortilèges afin de les empêcher de l’attaquer. Les croix peuvent être posées au sol par le joueur et agissent alors comme des obstacles, que ni le joueur, ni les monstres ne peuvent traverser, et qui restent en place pendant quelques secondes. Les sorts permettent au joueur de ralentir ou d’embrouiller les créatures ou de se protéger, ,,.

## Accueil
| Realm of Impossibility |      |       |
| Média                  | Pays | Notes |
| Crash                  | GB   | 10 %  |